# Machete Crew
Machete Crew è un collettivo italiano formato nel 2010 dagli artisti appartenenti all'etichetta discografica Machete Empire Records.

## Storia
Dopo aver fondato l'etichetta Machete Empire Records, la crew pubblica Machete Mixtape e Bloody Vinyl Mixtape, i quali racchiudono una serie di brani che vedono la partecipazione dei fondatori dell'etichetta (En?gma, Salmo, Hell Raton e Slait) nonché la partecipazione di MadMan e di Nitro. Ma è solo alla fine dello stesso anno che la crew esce dall'ascolto di nicchia e incomincia a essere commercializzata grazie al mixtape Machete Mixtape Vol II. Quest'ultimo disco è una combinazione di brani che vedono non solo la partecipazione di tutto il gruppo Machete ma anche la collaborazione di famosi beatmaker, come Fritz da Cat e Belzebass, e rapper, come Bassi Maestro. Tra gli altri artisti che hanno partecipato alla realizzazione del mixtape vanno ricordati Jack the Smoker, Clementino, Mezzosangue, Rocco Hunt e Gemitaiz.
Il 5 agosto 2014 è stata annunciata la raccolta Machete Mixtape III, pubblicata poi il 23 settembre. Ad anticipare la raccolta sono stati due brani di Salmo, La bestia in me e Venice Beach (per il quale è stato realizzato un videoclip), e Non sopporto di Nitro, Salmo e Jack the Smoker, pubblicato il 15 settembre 2014.
Dopo il mixtape, i vari componenti del collettivo hanno realizzato e pubblicato i propri album da solista. Nel 2015 è uscito infatti l’album Suicidol di Nitro, successivamente, nel 2016 sono usciti gli album Hellvisback di Salmo e Jack uccide di Jack the Smoker. Durante lo stesso anno, il collettivo ha avuto rinnovamenti continui, iniziando dalle uscite di En?gma e Kill Mauri e dalle entrate di Axos e Dani Faiv. Inoltre avviene la fondazione della 333 Mob da parte di Low Kidd e Slait aggiungendo al roster Lazza (uscito dalla Blocco Recordz), Zuno per l'aspetto musicale e Moab per l'aspetto grafico.
Durante il 2018 la crew ha annunciato l'uscita di Axos dal collettivo. Nell'aprile del 2019, la crew ha annunciato l'entrata nel mondo dei videogiochi e questo ha portato all'entrata di KyGoZz e Pityth. Nei mesi successivi il collettivo si è riunito per la realizzazione del quarto mixtape. Uscito il 5 luglio 2019, Machete Mixtape 4 presenta tutti i componenti della crew e le partecipazioni di Dani Faiv, Fabri Fibra, Marracash, Gemitaiz, Ghali, Izi, Shiva, Massimo Pericolo, thasup e Tedua. Nel 2020 la crew affianca il loro componente e giudice di X Factor Hell Raton nella produzione e nell'arrangiamento dei brani che le Under Donne (cmqmartina, Casadilego e Mydrama) dovranno portare ai Live del talent.
La crew il 9 marzo 2021, annuncia l'uscita di Dani Faiv da Machete su Instagram. Inoltre il rapper pubblica su Instagram il suo nuovo freestyle "Onda Freestyle"
dove parla dell'uscita dalla crew.

## Formazione

### Musica
- Salmo
- Manuelito
- Slait
- Nitro
- Jack the Smoker
- Lazza
- Thasup
- Mara Sattei
- Low Kidd
- Anna
- Damianito
- Alessandro Donadei
- Miles
- Rose Villain
- Sixpm

### Grafica
- Fr3nk
- Moab Villain
- DarkSha

### Fotografia e Videografia
- Andrea Folino
- Mirko De Angelis

### Merchandising
- Charlie KDM
- Mattia Tringolo (Tringolino)

### Gaming
- KyGoZz
- Pityth
- SypherVS
- Loryyy
- Thasup
- PanniR
- Nitro
- Missneve

### Podcast
- Giorgio Monoriti (Monoryth)

## Discografia

### Mixtape
- 2012 – Machete Mixtape
- 2012 – Machete Mixtape II
- 2014 – Machete Mixtape III
- 2019 – Machete Mixtape 4

### Raccolte
- 2015 – Machete Mixtape Gold Edition

### Singoli
- 2019 – Marylean (feat. Salmo, Nitro e Marracash)
- 2019 – Yoshi Remix (feat. Dani Faiv, J Balvin, Thasup, Fabri Fibra e Capo Plaza)